# Luke Kirby (saint)
Pour les articles homonymes, voir Luke Kirby.
Luke Kirby (1549-1582), francisé en Luc Kirby, est un prêtre catholique et martyr anglais, l'un des Martyrs d'Angleterre et du pays de Galles. Il est fêté le 30 mai, et le 25 octobre avec le groupe des martyrs.

## Biographie
Après des études supérieures, probablement à Cambridge, Luc Kirby se convertit au catholicisme à Louvain, et entre au collège anglais de l'université de Reims en 1576. Il est ordonné prêtre à Cambrai en septembre 1577, et quitte Reims pour l'Angleterre le 3 mai 1578 ; cependant, il y revient le 15 juillet avant de se rendre à Rome. Il y prête le serment du collège anglais à celui de Rome le 23 avril 1579. Pendant son séjour au collège, il pratique volontiers la charité envers ses compatriotes de Rome qui ont besoin d'aide, catholiques et non-catholiques. Il les aide de sa petite bourse, n'hésitant pas à élargir ses bienfaits jusqu'à une soixantaine de kilomètres alentour, surtout pour venir en aide aux plus défavorisés. C'est à Rome qu'il rencontre l'espion et informateur Anthony Munday, qui fera plus tard un faux témoignage contre lui.
Il est choisi pour accompagner Edmond Campion et Ralph Sherwin en route pour l'Angleterre, et les trois partent de Rome le 14 avril 1580, arrivant à Reims le 31 mai. Le 16 juin, il quitte Reims avec William Hartley. Ils font le voyage vers la côte par Douai et Dunkerque à pied.
En juin 1580, il est arrêté à son débarquement à Douvres, et interné à la prison de Gatehouse, Westminster. Le 4 décembre, il est transféré à la tour de Londres, où il est soumis à la torture connue sous le nom de "Fille du charognard" (en), pendant plus d'une heure, le 9 décembre. Luc Kirby est jugé en même temps qu'Edmond Campion, sur la même accusation de trahison envers la reine, mais son exécution est reportée au mois de mai suivant, et a lieu immédiatement après celle de William Filby. Kirby est condamné le 17 novembre 1581, et du 2 avril au jour de sa mort, il est mis aux fers. Avec lui mourront Thomas Cottam, et Laurence Richardson. 
Tous sont ensuite béatifiés en 1885 par le pape Léon XIII. Luc Kirby est canonisé comme l'un des quarante martyrs d'Angleterre et du pays de Galles en octobre 1970.

## Source
- (en) Cet article est partiellement ou en totalité issu de l’article de Wikipédia en anglais intitulé « Luke Kirby (priest) » (voir la liste des auteurs).